# Fundamentele analyse

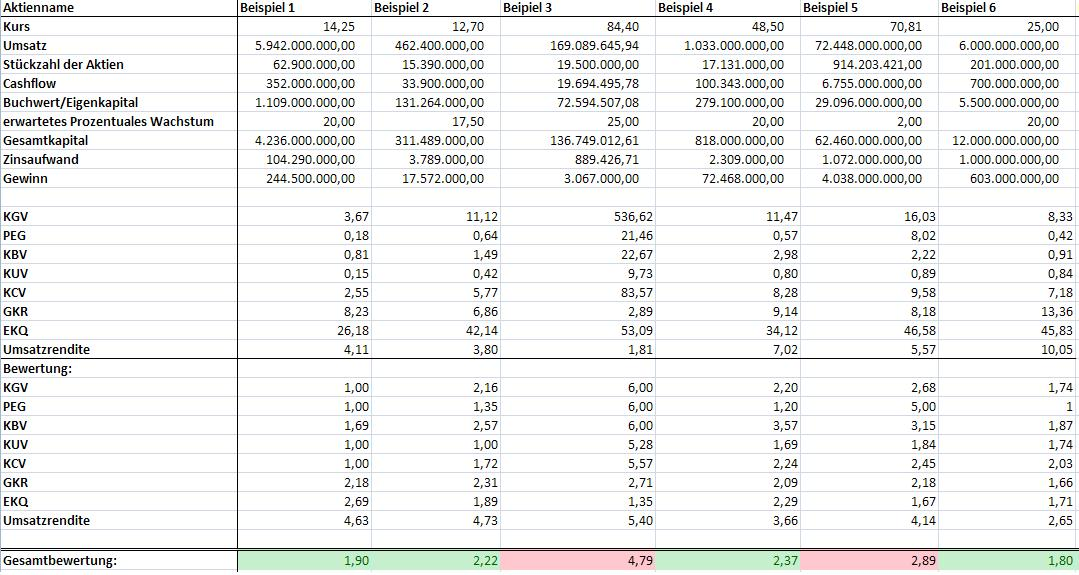
Voorbeeld van een fundamentele analyse

Fundamentele analyse is de techniek in de beleggingswereld waarbij beleggingsanalisten de (relatieve) aantrekkelijkheid van een aandeel (of een aandelensector) ten opzichte van andere beleggingsmogelijkheden trachten te beoordelen door middel van een analyse van de gang van zaken in die onderneming of die bedrijfstak.
Fundamentele analyse is (theoretisch) een tegenhanger van technische analyse.
Bij technische analyse kijkt de analist naar trends in het koersverloop van het betreffende object, en tracht daarin historische patronen te ontwaren.

## Werkwijze fundamentele analyse
Bij fundamentele analyse wordt "in het bedrijf gekeken", en kan in feite alles meegenomen worden dat door de analist van belang wordt geacht voor het voorspellen van de resultaten van het bedrijf (versus die van zijn concurrenten). Hoewel een uitputtende opsomming van de mogelijke onderwerpen dus niet te geven is, kunnen wel enige vragen worden genoemd die gemeenlijk aan de orde zullen komen:
- hoe luidt de strategie van de onderneming
- komt men met nieuwe producten waarvan goede winstbijdragen te verwachten zijn
- welke omzetontwikkeling mag verwacht worden
- welke kosten zijn daarmee gemoeid
- welke veranderingen in de marktpositie kunnen worden verwacht
- welke kapitaalbehoefte zal de onderneming hebben
- is daarvoor een beroep op de kapitaalmarkt nodig
- en hoe zien die zaken eruit bij de directe concurrenten van deze onderneming

Uiteraard worden deze gegevens geplaatst binnen een breder macro-economisch kader.

### Schaduwboekhouding
In feite houdt de analist een soort "schaduwboekhouding" van de door hem gevolgde onderneming bij, en tracht steeds de resultaten enkele kwartalen tot enkele jaren vooruit te voorspellen. Analisten houden hiertoe omvangrijke collecties gegevens bij, die steeds bijgewerkt worden aan de hand van publicaties van de onderneming zelf, van branche-organisaties, en eigen ramingen. De aanbevelingen van fundamentele analisten plegen onderbouwd te worden door vaak lijvige rapporten. Deze rapporten leiden tot een bedrijfswaardering die wordt gedeeld door het aantal uitstaande aandelen. Dit leidt tot een prijs per aandeel dat kan worden vergeleken met de huidige aandelenkoers op de effectenbeurs.

### Oordeel
Dit leidt tot een oordeel in termen als "aantrekkelijk (of juist niet) ten opzichte van de sector". Hiervoor wordt een schaal gebruikt met termen als "strong buy", "buy", "add", "hold", "reduce", "sell", "strong sell". (Deze termen, en de exacte betekenis ervan, kunnen enigszins verschillen.)
In feite streeft de fundamentele analist ernaar, de toekomst beter te voorspellen dan "de rest van de markt". Opgemerkt wordt dat situaties bekend zijn waarin dezelfde onderneming door verschillende analisten verschillend beoordeeld wordt, bijvoorbeeld "add" versus "reduce". De interpretatie van op zichzelf dezelfde cijfers (bijvoorbeeld recente kwartaalcijfers van een onderneming) kan uiteraard verschillend zijn.